# Carmela Aguilar Ayanz
Carmela Aguilar Ayanz (Cusco, 3 de marzo de 1924-Lima, 4 de junio de 2012) fue una abogada peruana y doctora en Letras y Filosofía. Es reconocida por ser la primera mujer en ingresar al Servicio Diplomático de la República del Perú. Alcanzó el grado de embajadora en 1972, siendo la segunda mujer en Latinoamérica en ocupar tal cargo. Fue una pionera, pues ingresó al Servicio Diplomático cuando el acceso de mujeres a puestos públicos era restringido, ya que aún se estaba realizando el debate para lograr el derecho al sufragio femenino en el Perú.

## Biografía
Carmela Aguilar Ayanz nació el 3 de marzo de 1924 en el departamento de Cuzco. Su padre fue el doctor Rafael Aguilar Páez y su madre María Tula Ayanz Zúñiga, cursó sus estudios primarios y secundarios en el colegio de Las Educandas junto a sus tres hermanas. Posteriormente ingresó a la Universidad Nacional de San Antonio Abad del Cusco, obteniendo el título de doctora en Letras y Filosofía en 1945. En 1949 se graduó como abogada por la Universidad Nacional Mayor de San Marcos. Su tesis giró en torno a las manifestaciones del Derecho Internacional en el Imperio Incaico, y uno de sus jurados fue el célebre historiador Jorge Basadre. Fue una alumna destacada, por lo que fue llamada a realizar sus prácticas en el Ministerio de Relaciones Exteriores del Perú.
Falleció en el 2012 en Lima; el Consejo Directivo de la Asociación de Funcionarios del Servicio Diplomático del Perú (AFSDP) le rindió un homenaje en el Palacio de Torre Tagle.

## Trayectoria profesional
Carmela Aguilar estuvo comprometida en la lucha por los derechos de las mujeres en el Perú, buscando una mayor igualdad e inclusión. Estuvo muy cercana a la filial Acción Femenina Peruana del Cusco (1945), espacio desde el que luchó activamente para que las mujeres obtuviesen el derecho al sufragio. En aquel entonces, formularon un petitorio de demandas, siendo Aguilar Ayanz la intermediaria para que este fuese recibido por el senador José Uriel García Ochoa, quien finalmente lo expuso ante el Senado de la República del Perú. Asimismo, conoció al General Manuel Odría cuando realizaba sus prácticas, quien la propuso para el puesto de embajadora en el exterior, pese a que las mujeres aún no tenían acceso al voto. Sería el presidente Odría quien el 7 de septiembre de 1955, mediante la Ley N° 12391, otorgaría el derecho al voto a las mujeres mayores de 21 años.
“General, si la mujer peruana no vota, ¿cómo podré ser embajadora? ¿Con qué credenciales?”
“Pues bien -contestó el General- le daremos el voto”.
Entrevista a Carmela Aguilar por María Luz Crevoisier para la revista INTIMA
Cabe resaltar que Aguilar también participó en la realización de un proyecto exhortativo de la Declaración Universal de los Derechos del Humanos para que las demandas de las mujeres en torno al derecho de familia y el matrimonio puedan ser incluidas, sin prejuicio de su sexo, pues constituían derechos humanos. Si bien su propuesta se limitó a ser una recomendación, fue el primer texto en donde se alinearon los temas mencionados a los principios de la Declaración. Más tarde, realizó programas de inclusión y desarrollo social en su ciudad natal, así como un centro recreativo y de orientación juvenil.

## Carrera diplomática
En 1946, comenzó a trabajar en el Ministerio de Relaciones Exteriores del Perú como parte del personal administrativo cuando tenía 22 años. El 1 de abril de 1951 ingresó al Servicio Diplomático como Segunda Secretaria del Departamento de Organismos y Conferencia Internacionales. Con el tiempo, en 1957, fue designada Primera Secretaria, y dos años más tarde, se desempeñó en la Sección Organización de Estados Americanos, Dirección de Organismos y Conferencias Internacionales, como Jefa de Departamento. En los años subsiguientes, trabajó en diversos departamentos del Ministerio en el rango de Consejera y Ministra.
En 1972, se convirtió en la primera mujer en alcanzar la categoría de Embajadora en el escalafón diplomático, y un año más tarde fue designada como Directora de Soberanía y Límites en el Ministerio del Exterior. En 1980, ejerció el cargo de Embajadora Extraordinaria y Plenipotenciaria del Perú en Portugal, donde fundó una biblioteca recopilando libros de autores peruanos, y, en 1984, ocupó el mismo cargo en la República Socialista de Checoslovaquia.
Una de sus área de interés fue la delimitación de fronteras, y pudo ejercer el cargo de Directora de Soberanía Territorial y Fronteras del Ministerio de Relaciones Exteriores. Estuvo muy preocupada por el estado de los planos originales de delimitación de fronteras con otros cinco países, por lo que los preservó provisionalmente en la mapoteca del Ministerio para su preservación. Asimismo, de 1988 a 1992 fue presidenta del Consejo Nacional de Fronteras.
Paralelamente, participó en múltiples conferencias y comisiones como Delegada y Representante del Perú ante la Organización de Estados Americanos, Organización de Naciones Unidas, y en la Comisión Interamericana de la Mujer. En cargo de Secretaria General, participó del IX Congreso Interamericano de Mujeres en Asunción, donde se discutía la ampliación de derechos civiles y políticos a las mujeres de los distintos países partes de la conferencia. De la misma forma, en 1980 fue la vicepresidenta de la vigésimo octava celebración de la Comisión de la Condición Jurídica y Social de la Mujer en Viena.
Por último, después de pasar a situación de retiro del Servicio Diplomático en 1989, encabezó el Consejo Nacional de Mujeres del Perú, y formó parte de la Organización Unión de Mujeres Americanas.

## Obras escritas.
- Manifestaciones de derecho internacional en las épocas pre-inca e inca. Universidad Nacional Mayor de San Marcos, Facultad de Derecho y Ciencias Políticas. 1942. Tesis de grado.

- El Perú y sus fronteras. 1979. La Prensa.

- Manifestaciones del derecho internacional en el mundo precolombino. El Dorado. 1993.
- Confesiones. Ministerio de Relaciones Exteriores, Academia Diplomática del Perú Javier Pérez de Cuéllar. 2015.

## Premios y reconocimientos
A lo largo de su trayectoria Carmela Aguilar logró obtener las siguientes condecoraciones:
- Medalla de Oro de la Municipalidad de Cusco
- Medalla de Oro del Consejo Nacional de Mujeres del Perú por su actuación en la Embajada del Perú en Israel, como la primera mujer Encargada de Negocios del Perú
- Condecoración otorgada por la Guardia Republicana del Perú
- Orden San Carlos de Colombia en el Grado de Gran Cruz, Colombia[17]
- Orden Isabel La Católica de España, en el Grado de Gran Cruz, España
- Insignia de la Gran Cruz de Dama del Mérito Civil, España
- Banda de Dama de la Orden del Mérito Civil, España (1979)[18]
- Orden "Al Mérito del Servicio Diplomático del Perú, José Gregorio Paz Soldán" (2007) en el Grado Gran Cruz, Perú[17]
- Socia Honoraria del Comité de Socias Coordinadoras Permanentes del Consejo Nacional de Mujeres del Perú[19]
- Condecoración con el Orden de Mérito a la Mujer (2004)[20]
- En homenaje a su destacada carrera, la quincuagésima séptima promoción de la Academia Diplomática del Perú Javier Pérez de Cuéllar lleva su nombre: Promoción Embajadora Carmela Aguilar Ayanz.[21]